# Michael Kohl

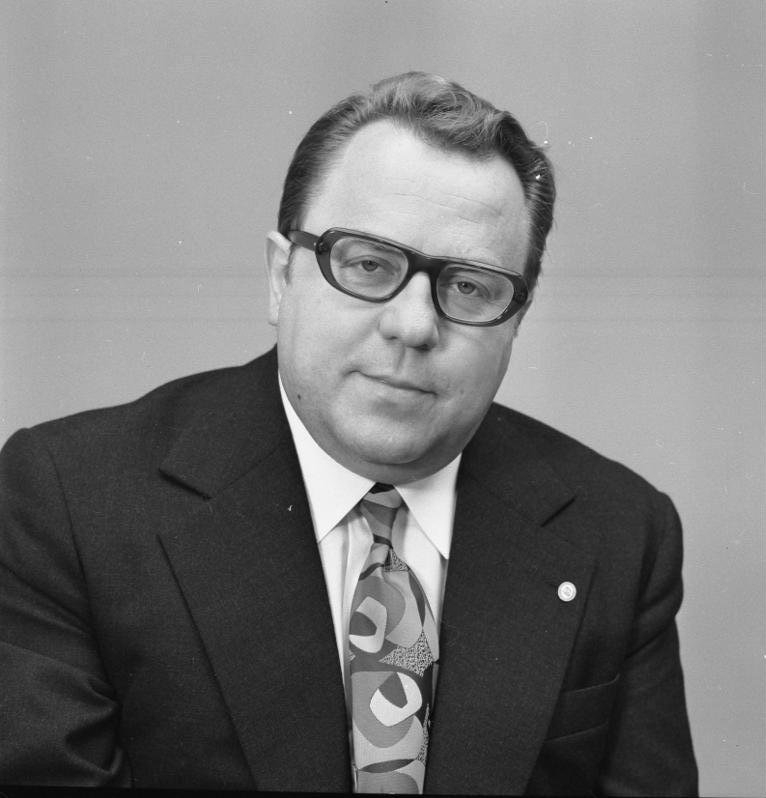
Michael Kohl.

Michael Kohl, född 28 september 1929 i Sondershausen, död 4 juli 1981 i Berlin, var en östtysk diplomat i Västtyskland. Kohl ledde DDR:s Ständige Vertretung i Västtyskland 1974-1978.
Kohl hade ansvaret för frågor rörande Västtyskland i DDR från 1968. 1965-1968 hade han som statssekreterare ansvaret för frågor rörande Västberlin i ministerrådet. Han ledde den östtyska delegationen vid förhandlingarna med Västtyskland rörande Transitavtalet och Grundfördraget. Grundfördraget skrevs under 21 december 1972, västtysk representant var Egon Bahr och för DDR Michael Kohl.